# Nigériai labdarúgó-szövetség
A nigériai labdarúgó-szövetség (rövidítve: NFA) Nigéria nemzeti labdarúgó-szövetsége. A szervezetet 1945-ben alapították, 1960-ban csatlakozott a Nemzetközi Labdarúgó-szövetséghez, 1959-ben pedig az Afrikai Labdarúgó-szövetséghez. A szövetség szervezi a Nigériai labdarúgó-bajnokságot. Működteti a férfi valamint a női labdarúgó-válogatottat.